# Stan Ockers
Constant ("Stan") Ockers (Borgerhout, 3 de fevereiro de 1920 — Antuérpia, 1 de outubro de 1956) foi um ciclista profissional bélgico.